# Wapen van Garijp

Wapen van Garijp

Het wapen van Garijp is het dorpswapen van het Nederlandse dorp Garijp, in de Friese gemeente Tietjerksteradeel. Het wapen werd in 1984 geregistreerd.

## Beschrijving
De officiële blazoenering luidt in het Fries als volgt:
yn grien in reade peal mei in sulveren seame; yn it skyldhaad trije puntige gouden ruten nêst elkoar; yn 'e skyldfoet in krús mei brede gouden earms oant yn de wite seame.
De Nederlandse vertaling luidt als volgt:
in groen een rode paal met een zilveren zoom; in het schildhoofd drie puntige gouden ruiten naast elkaar; in de schildvoet een kruis met brede gouden armen tot in de witte zoom.
De heraldische kleuren zijn: sinopel (groen), keel (rood), zilver (zilver) en goud (goud).

## Symboliek
- Groene velden: staat voor het bos rond het dorp.[2]
- Zilveren zomen: beelden het water uit in de omgeving van het dorp.[2]
- Rode paal: verwijzing naar de plaatsnaam die bestaat uit "ga" (dorp of dorpsgebied) en "ryp" (landstrook). De rode paal symboliseert het dorpsgebied.[2]

Gouden ruiten: symbolen voor de rechtspraak. Achter het koor van de kerk van Garijp is een zwerfsteen waar waarschijnlijk de dorpsrechter op zat wanneer hij rechtsprak.
- Gouden kruis: verwijst naar het klooster van Augustinessen dat tot 1580 gelegen was nabij het dorp in de buurtschap Siegerswoude.[2]